# 幼雞水腫
幼雞水腫是一种禽类疾病。幼雏之所以會水腫，除了飼料中维生素E缺乏时，會使其的營養不良造成水腫外，還有飼料中有可能會受到汙染物如戴奧辛的累積，而使幼雏吃了之後造成某些部位水腫，嚴重者甚至會死亡，另外養雞戶如果廠內設施通風不當，造成二氧化硫、氨氣濃度過大時，這些氣體容易讓大腸桿菌疾病、傳染性鼻炎發生在小雞身上，也會使小雞的某些部位產生水腫，嚴重者一樣會死亡。